# 天市右垣

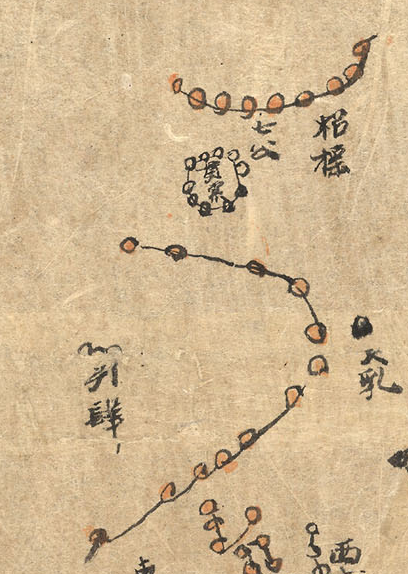
敦煌星图（S.3326）上所绘的天市右垣

天市右垣是中国古代星官名，属三垣之中的天市垣，意为“天市垣的右城墙”，天市右垣共由十一星组成，每颗星都由诸侯国或王国命名，在现在通用的88星座中分别属于武仙座、巨蛇座和蛇夫座。

## 天市右垣十一星

《古今圖書集成》中的“宦者四星圖”，图中右下环状者即天市右垣

- 天市右垣一，又名河中，武仙座β，视星等2.77
- 天市右垣二，又名河間，武仙座γ，视星等3.75
- 天市右垣三，又名晉，武仙座κ，视星等5.00
- 天市右垣四，又名鄭，巨蛇座γ，视星等3.85
- 天市右垣五，又名周，巨蛇座β，视星等3.67
- 天市右垣六，又名秦，巨蛇座δ，视星等3.80
- 天市右垣七，又名蜀，巨蛇座α，视星等2.65
- 天市右垣八，又名巴，巨蛇座ε，视星等3.71
- 天市右垣九，又名梁，蛇夫座δ，视星等2.74
- 天市右垣十，又名楚，蛇夫座ε，视星等3.24
- 天市右垣十一，又名韓，蛇夫座ζ，视星等2.56

## 天市右垣增二十五星
清钦天监1752年编成《仪象考成》星表，天市右垣增加了25颗肉眼可见的星，其中河间增1星，晋增3星，周增14星，秦增1星，蜀增2星，巴增4星。